# Okoličná na Ostrove
Okoličná na Ostrove (in ungherese Ekel) è un comune della Slovacchia facente parte del distretto di Komárno, nella regione di Nitra.